# Guerras marcomanas
As guerras marcomanas ou marcomânicas (chamadas pelos romanos em latim de bellum Germanicum, "guerra dos germanos", ou expeditio Germanica, "expedição germânica") foram uma série de conflitos militares que duraram mais de doze anos, de por volta de 166 d.C. até 180, nos quais o Império Romano enfrentou os marcomanos, os quados e outros povos germânicos, ao longo de ambas as margens do alto e do baixo Danúbio. A luta contra as invasões germânicas ocupou a principal parte do reinado do imperador romano Marco Aurélio, e foi durante estas campanhas que ele começou a escrever sua obra filosófica, Meditações, cujo primeiro livro traz o comentário: "Em meio aos quados, no [rio] Granua.".